# Stéphanie Béliveau
Stéphanie Béliveau, née à Québec en 1966, est une artiste multidisciplinaire québécoise.  

## Biographie
Détentrice d'une maîtrise en arts visuels de l’Université du Québec à Montréal (1993), Stéphanie Béliveau est une artiste multidisciplinaire. Depuis 1989, son travail est présenté dans le cadre de nombreuses expositions tant au Québec qu'à l'international.  
Ses oeuvres sont conservées dans diverses collections publiques dont celles du Musée des beaux-arts de Montréal, du Musée national des beaux-arts du Québec, du Musée d'art de Joliette, du Musée des beaux-arts de Sherbrooke, de la Ville de Montréal, de la Banque nationale du Canada, de la Corporation Financière Power ainsi que du Trust Général du Canada.
Stéphanie Béliveau expose dans de nombreuses galeries dont la Galerie Simon Blais, Trois Points, Clark, Dare-Dare ainsi que L’œil de poisson,,. Elle participe notamment à l'exposition Artifice 96 présentée par le centre Saydie Bronfman. Ses oeuvres gravitent autour des thèmes de la mort, de la souffrance, de la déchirure, de l'abandon, de la solitude et de la nature,,.  
En 2008, elle présente une exposition rétrospective de ses oeuvres au Musée d'art Contemporain de Baie-Saint-Paul. La même année, elle présente Des soleils et des cellules au pavillon de l'Université McGill dans le cadre du Programme d'intégration de l'art à l'architecture. Elle présente également Le soin des choses à la Maison de la culture Côte-des-Neiges, une exposition commisariée par Thérèse Saint-Gelais. 
Stéphanie Béliveau participe aussi à des performances multidisciplinaires du Bureau de l’APA qui s'intitulent Les oiseaux mécaniques (2015) ainsi que La Jeune-fille et la mort (2011, 2013, 2015),.
En 2018, elle publie un livre d'artiste, Le soin des choses, aux Éditions du Noroît. Certaines oeuvres de Stéphanie Béliveau illustrent également un livre de Jennifer Couëlle qui s'intitule Ballons au ciel (Planète rebelle, 2008). 

## Œuvres

### Livre d'artiste
- Le soin des choses, avec une préface de Patrick Lafontaine et un essai de Thérèse St-Gelais, Montréal, Éditions du Noroît, 2018, 253 p.  (ISBN 9782897661533)

## Prix et honneurs
- 1997 - Récipiendaire : Prix Pierre-Ayot de la Ville de Montréal pour les artistes émergents en collaboration avec l’Association des galeries d’art contemporain[13]
- 2009 - Finaliste : 4e Prix du livre jeunesse des bibliothèques de Montréal[14]